# Courcibo
Courcibo – rzeka w Gujanie Francuskiej, dopływ rzeki Sinnamary. Ma swe źródła w centralnej części terytorium, przepływa w kierunku północnym.